# Roberto Merino (escritor)
Roberto Merino Rojo (Santiago,  14 de noviembre de 1961) es un escritor y periodista chileno.

## Biografía
Estudió en el  Instituto Nacional y, después de terminar la educación secundaria, siguió Literatura en la Universidad de Chile, donde se graduó con una tesis sobre la obra del poeta Juan Luis Martínez. 
Ha trabajado en las revistas Apsi, Don Balón (donde escribía crónicas deportivas), Fibra, Paula, Hoy; ha sido editor de Patagonia, el diario El Metropolitano; cronista de Las Últimas Noticias y El Mercurio. Fundó la editorial Carlos Porter, que publicó, entre otros, a Claudio Bertoni, compiló la Antología del humor literario chileno (2002, Sudamericana) y editó las columnas y crónicas completas de Joaquín Edwards Bello. Es profesor en la Facultad de Comunicación y Letras de la Universidad Diego Portales.
Desde 2014 es parte del grupo de rock Ya se Fueron, en el que él es el más viejo y su hijo Clemente el más joven. Preguntado con qué experiencia se quedaría, más con la de la música que con la de la escritura, contestó en marzo de 2015: “Si se pudiera, sí, pero es una respuesta que doy en este momento. Es el entusiasmo más nuevo. Me encantaría. La música tiene la fascinación de la confluencia, de lo colectivo. Que es totalmente lo opuesto a la soledad de la escritura. Uno termina relajado, físicamente muy bien. Y escribir es horrendo. Uno termina tenso, con la espalda hecha mierda. Es totalmente antinatural desde el punto de vista físico”.
Padre de dos hijos y separado, vive en el barrio Providencia, donde frecuenta el café Tavelli. Sobre su imagen, comenta: “A veces no sé si este aspecto tiene que ver con el hippismo tardío de los años 70 o con cierta pomposidad decimonónica. Tengo barba desde los dieciséis años, ya no quiero afeitarme: no quiero saber qué cara voy a encontrar debajo”.

## Trayectoria literaria

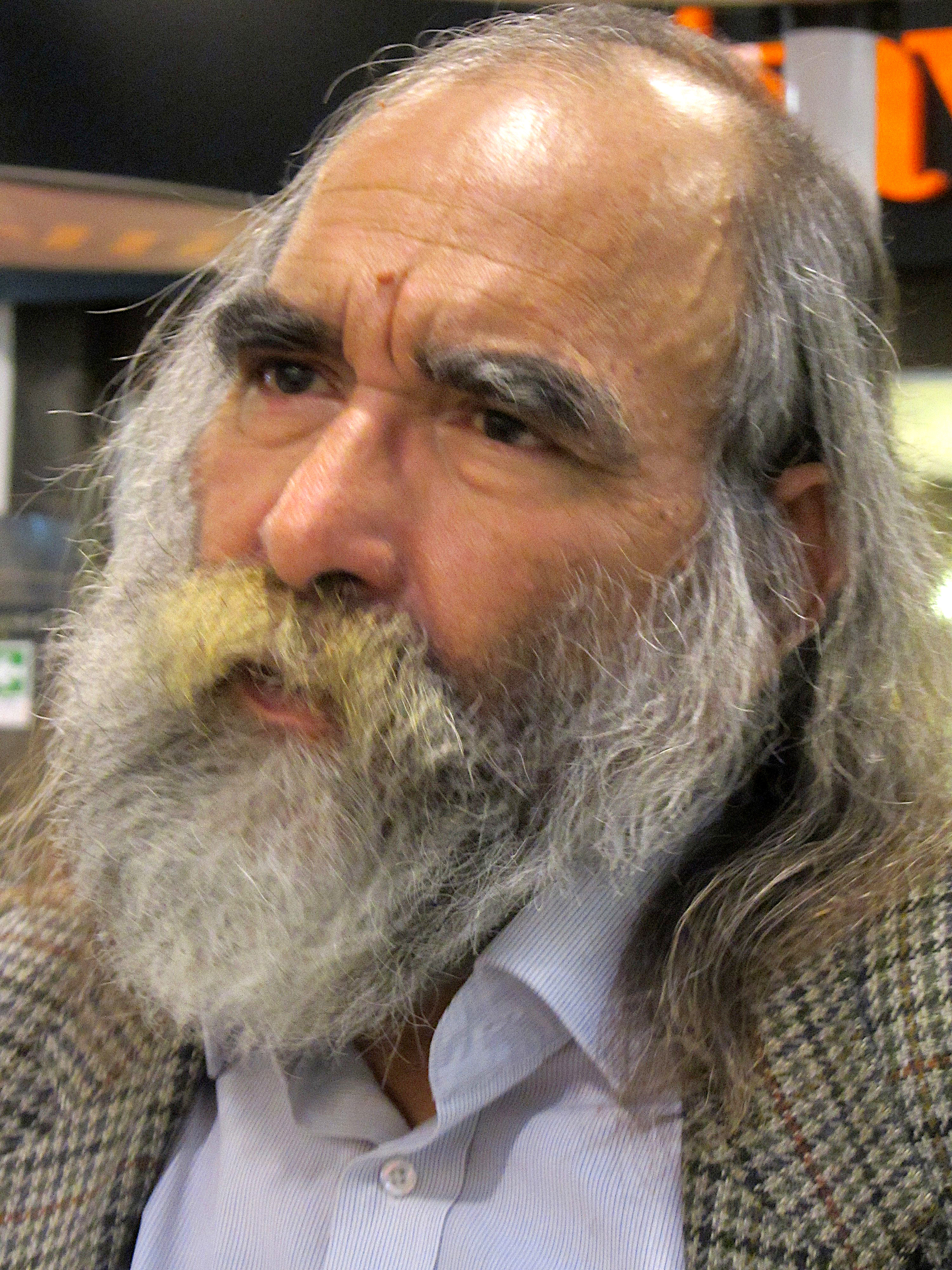

Roberto Merino ingresó en la literatura chilena a finales de los años 1980 como poeta, pero su fama se la debe principalmente a sus crónicas.
Su decisión de convertirse en escritor la tomó de adolescente, “a los 16”. “Fue una decisión explícita. Pensaba que sólo servía para eso y ya estaba viviendo como escritor, ya pensaba como escritor. No hubo ni siquiera titubeos, a pesar de las aprensiones familiares por mi futuro económico, totalmente razonables”, confesaba Merino en 2014.
Su primer poema lo escribió a los seis años. "Y después a los nueve, a los 11 y a los 14".
En 1981, a Rodrigo Lira se le ocurrió formar Chamico, y uno de sus integrantes fue Merino, quien lo define como “grupo de choque literario, bastante patagüino e inorgánico”, “parodia de la Mandrágora surrealista”; “en el fondo, no era más que un chiste que duró unos cuantos meses”. Merino explica que “el chamico es un hierbajo tóxico al que le hacen asco las vacas y también se le llamaba así a la marihuana de mala calidad”. Miembros flotantes del grupo fueron Antonio de la Fuente, Perico Cordovez, Alejandro Pérez, Juan Pedro Broussein, Lira y Merino.
El primer libro que publicó Merino fue Trasmigración, que “Enrique Lihn describiría como “un libro de poesía escrito en prosa antiprosaica”; diez años más tarde saldría su segundo poemario, Melancolía artificial, pero entre ellos, a partir del comienzo de la década de 1990, le renace la veta de cronista, un género que practicó por primera vez a los 13 años, en 1974.
Ese año, para el Sudamericano de Atletismo, se unió a los ciclistas que seguían a los maratonistas y cuando regresó a su casa, “tomó un cuaderno y escribió lo que había vivido. Su primera crónica. Merino olvidaría el género” hasta que, 15 años después, la revista Hoy le pidió que escribiera sobre la ciudad. Desde entonces se le conoce especialmente como cronista, aunque él no se sienta como tal y “especialista en Santiago, menos”, por más que haya publicado varios libros sobre la capital chilena con más de 160 crónicas.
“No tengo talento ni paciencia para eso”, afirma 
Merino al explicar por qué no escribe ficción. En cuanto a la poesía, confesaba en diciembre de 2013: “No escribo poesía hace tiempo. No he sentido la necesidad. No he tenido la oportunidad. Llevo una vida acelerada que cada vez me deja menos distancia para mirar el mundo”.

## Obras

### Poesía
- Trasmigración, Ediciones Archivo, 1987
- Melancolía artificial, Ediciones Carlos Porter, 1997 (Ediciones UDP, 2011)

### Libros de crónicas y ensayos
- Chilenos universales (libro de varios autores) Planeta / La Máquina del Arte, 1995
- Santiago de memoria, Planeta 1997
- Horas perdidas en las calles de Santiago, editorial Sudamericana, 2000
- Luces de reconocimiento. Ensayos sobre escritores chilenos, Ediciones UDP, 2008. Selección y edición de Andrés Braithwaite.
- Todo Santiago. Crónicas de la ciudad, Hueders, 2012. Selección y edición de Andrés Braithwaite.
- En busca del loro atrofiado, JC Sáez Editor, Santiago, 2005. Selección y edición de Andrés Braithwaite. (reeditado el 2012 por el sello argentino Mansalva y el chileno Calabaza del Diablo)
- Barrio República. Una crónica. Edición de Andrés Braithwaite. Ediciones UDP, 2013
- Pista resbaladiza, Ediciones UDP, 2014. Selección y edición de Andrés Braithwaite.
- Padres e hijos, una recopilación de textos seleccionados y editados por Andrés Braithwaite; ligados a la infancia, fueron  publicados en el diario Las Últimas Noticias entre 2002 y 2014; Hueders, 2015
- Lihn. Ensayos biográficos, Ediciones UDP, Santiago, 2016
- En busca del loro atrofiado. Contiene diez crónicas más que la primera edición. Ediciones UDP, Santiago, 2018
- Por las ramas, Hueders, Santiago, 2018. Selección y edición de María Cecilia Gajardo y Luz María Astudillo.
- Puentes levadizos. Textos sobre artistas chilenos contemporáneos. Edición de Andrés Braithwaite. Ediciones UDP, Santiago, 2020
- Combustión espontánea. Textos sobre literatura, recopilación de columnas publicadas en la Revista de Libros del diario El Mercurio. Selección, organización y edición de Andrés Braithwaite. Ediciones UDP, Santiago, 2021

## Premios y reconocimientos
- Premio Academia Chilena de Lengua 2006 por En busca del loro atrofiado
- Seleccionado por el diario argentino  Clarín entre los mejores libros del año 2012 con En busca del loro atrofiado (reeditado en Buenos Aires por el sello Mansalva)
- Premio Municipal de Literatura de Santiago 2013 por Todo Santiago. Crónicas de la ciudad
- Finalista del Premio Municipal de Literatura de Santiago 2017 con Lihn. Ensayos biográficos[8]